# Слабка взаємодія

Фейнманівська діаграма бета-розпаду нейтрона на протон, електрон та електронне антинейтрино через проміжний W^{−}-бозон

Слабка́ взаємоді́я — одна з чотирьох фундаментальних фізичних взаємодій між елементарними частинками поряд із гравітаційною, електромагнітною і сильною взаємодією. Найвідомішим її проявом є бета-розпад і пов'язана з ним радіоактивність. Взаємодія названа слабкою, оскільки напруженість відповідного їй поля в 1013 менша, ніж у полів, що утримують разом ядерні частинки (нуклони і кварки) і в 1010 менша за кулонівську на цих масштабах, проте значно сильніша ніж гравітаційна. Взаємодія має короткий радіус дії і проявляється лише на відстанях порядку розміру атомного ядра. Вважається, що вона характерна для кварків і лептонів, включно з нейтрино. Частинками-переносниками слабкої взаємодії є W- і Z-бозони - дуже масивні елементарні частинки з масами порядку десятків мас протона.
Першу теорію слабкої взаємодії запропонував Енріко Фермі у 1930. При розробці теорії він використав гіпотезу Вольфганга Паулі про існування нової на той час елементарної частинки нейтрино.

## Історія
У 1914 році Джеймс Чедвік показав, що при бета-розпаді бісмуту, вилітаючі електрони мають суцільний спектр, тобто, можуть мати довільну кінетичну енергію (у заданих межах), що суперечило закону збереження енергії. До того ж, при бета-розпаді, нові ядра підпорядковуються тій самій статистиці (Фермі — Дірака або Бозе — Ейнштейна), що й до нього (тобто, спін ядра змінюється на ціле число), що дивно, враховуючи те, що спін електрона, який залишає ядро, не цілий — 1/2.
Для пояснення цих суперечностей 1930 року Вольфганг Паулі висунув гіпотезу про існування ще однієї частинки з напівцілим спіном, що також залишає ядро під час бета-розпаду, але через малу масу й нейтральність не фіксується приладами.
1933-го року Енріко Фермі, спираючись на гіпотезу Паулі, створив теорію бета-розпаду, відому зараз як взаємодія Фермі, або чотириферміонна взаємодія. Фактично, теорія Фермі була низькоенергетичним наближенням слабкої взаємодії — у ній два нуклони, електрон і нейтрино безпосередньо взаємодіють в одній точці. Важливою ідеєю, що була озвучена в цій роботі, було припущення про те, що частинки, які вилітають з ядра при бета-розпаді, не містяться там, а утворюються при розпаді інших частинок.
У 1956 році Янг Чженьнін і Лі Цзундао, будуючи теорію розпаду K-мезона, припустили, що при слабких взаємодіях може не зберігатись парність, тобто, симетрія відносно дзеркального відбиття (P-симетрія). Вже 1957 року Ву Цзяньсюн експериментально підтвердила цю гіпотезу. За свою теорію Янг і Лі отримали нобелівську премію з фізики того ж року. Пізніше Лев Ландау припустив, що, хоча P-симетрія не зберігається, CP-симетрія, тобто незмінність законів при дзеркальному відбитті і зарядовому спряженні (заміні всіх зарядів на протилежні). Проте, виявилося, що ця симетрія також не зберігається, і за це порушення також відповідна слабка взаємодія — 1964 року Джеймс Кронін і Вал Фітч довели це, досліджуючи розпад нейтральних каонів.
У 1960-х роках Шелдоном Лі Ґлешоу, Стівеном Вайнбергом та Абдусом Саламом була розроблена теорія електрослабкої взаємодії, що об'єднувала електромагнітну і слабку взаємодію. У цій теорії були введені калібрувальні поля і векторні бозони цих полів (W+, W- і Z0-бозони).
На час створення цієї теорії Z-бозони ще не були відкриті, тому їх відкриття 1973 року під час експериментів з бульбашковою камерою «Гаргамель» колаборацією CERN стало блискучим її підтвердженням.
У 1964 році Пітером Хіггсом був запропонований механізм спонтанного порушення електрослабкої симетрії, що пояснює, яким чином носії слабкої взаємодії набули маси. Його теорія передбачала існування нового поля, взаємодіючи з яким деякі частинки отримували масу. У 2012 році під час експериментів на Великому адронному колайдері було виявлено квант цієї взаємодії — бозон Хіггса.

## Масштаби та інтенсивність процесів
Слабка взаємодія описує ті процеси ядерної фізики та фізики елементарних частинок, які відбуваються відносно повільно, на противагу швидким процесам, зумовленим сильною взаємодією. Наприклад, період напіврозпаду нейтрона становить приблизно 16 хв. — вічність у порівнянні з ядерними процесами, для яких характерний час становить 10−23 с.
Для порівняння заряджені піони 
π±
 розпадаються через слабку взаємодію і мають час життя 2.6033 ± 0.0005 × 10−8 c, тоді як нейтральний піон 
π0
 розпадається на два гамма-кванти через електромагнітну взаємодію і має час життя 8.4 ± 0.6 × 10−17 c.
Інша характеристика взаємодії - довжина вільного пробігу частинок в речовині. Частинки, які взаємодіють через електромагнітну взаємодію - заряджені частинки, гамма-кванти, можна затримати залізною плитою товщиною в кілька десятків сантиметрів. Тоді як нейтрино, що взаємодіє лише слабко, проходить, не зіткнувшись ні разу, через шар металу товщиною мільярд кілометрів.
Радіус дії слабкої взаємодії є найменшим з усіх фундаментальних, і складає усього 2·10-18 метра, що на кілька порядків менше радіуса протона. Таке мале значення пов’язане з важкістю W- і Z-бозонів, носіїв цієї взаємодії.
Втім, інтенсивність взаємодії дуже залежить від енергії. Так, розпад лямбда-гіперона, енерговиділення при якому близько 100 МеВ, відбувається в 1013 разів швидше, ніж розпад нейтрона, енерговиділення при якому становить лише 1 МеВ.
Також, інтенсивність взаємодії дуже залежить від відстані між частинками. На відстані 3·10-17 м електромагнітна взаємодія між зарядженими ферміонами в 10 000 разів перевищує слабку взаємодію, тоді як на відстані 10-18 вони мають один і той же порядок. Фактично, теорія електрослабких взаємодій говорить, що електромагнітна і слабка взаємодія мають однакову інтенсивність, а уся різниця між ними спричинена масивністю носіїв слабкої взаємодії, через яку вони дуже швидко розпадаються.

## Частинки, здатні до слабкої взаємодії
У слабкій взаємодії беруть участь кварки і лептони, у тому числі нейтрино. Взаємодія відбувається через обмін W- і Z-бозонами

### Кварки
Існує 6 типів кварків: u-кварк, d-кварк, s-кварк, c-кварк, b-кварк і t-кварк. Усі вони, а також їх античастинки, беруть участь у слабкій взаємодії. При цьому може змінюватися аромат частинок, тобто їхній тип. Наприклад, у результаті розпаду нейтрона один з його d-кварків перетворюється на u-кварк.

### Лептони
Усі лептони: електрони, мюони, тау-частинки, а також всі типи нейтрино, беруть участь у слабкій взаємодії. Нейтрино унікальні тим, що взаємодіють із іншими частинками тільки через слабку, й ще слабшу гравітаційну взаємодію. Під час процесів, спричинених слабкою взаємодією, лептони одного типу можуть перетворюватися на лептони іншого, наприклад, мюон розпадається на електрон, електронне антинейтрино і мюонне нейтрино.

### Калібрувальні бозони
За сучасними уявленнями, сформульованими в Стандартній моделі, слабка взаємодія переноситься калібрувальними W- і Z- бозонами, які були виявлені на прискорювачах у 1982. Їхні маси становлять 80,41 і 91,18 мас протона. 

## Моделі слабкої взаємодії

### Чотириферміонна взаємодія
Першим математичним описом слабкої взаємодії була так звана чотириферміонна взаємодія, або взаємодія Фермі. Згідно цьому опису, чотири ферміони взаємодіють безпосередньо в одній точці, або під час розпаду однієї частинки на три, або під час зіткнення двох частинок, що породжують дві інші.
У цій теорії переріз взаємодії між частинками описується як
{\displaystyle \sigma ={\frac {G_{F}s}{\pi }}}
де Gf — константа Фермі, що дорівнює приблизно 10−5Mp2, а s — квадрат інваріантної енергії.
Ця теорія добре описує взаємодію частинок за малих енергій, проте вона є принципово неповною через те, що вона не є перенормованою. При енергіях, близьких до 100 ГеВ вона перестає описувати реальну взаємодію. Крім того, при розпаді важких частинок, наприклад, лямбда-гіперона, константа взаємодії стає іншою.

### Електрослабка взаємодія
У 1969 була побудована єдина теорія електромагнітної і слабкої ядерної взаємодії, за якою при енергіях порад 100 ГеВ, що відповідає температурі 1015 К різниця між електромагнітними і слабкими процесами зникає.
Теорія електрослабкої взаємодії побудована на основі групи симетрії SU(2)×U(1). Цьому відповідають 4 безмасових векторних поля: поля Янга-Міллса з квантами W1, W2, W3, що відповідають групі SU(2) і поле B, що відповідає симетрії U(1). Проте завдяки механізму Хіггса і спонтанному порушенню симетрії, ці частинки змішуються, при цьому деякі з них отримують маси.
Масивний нейтральний бозон:
{\displaystyle Z=\cos \theta _{W}W_{3}-\sin \theta _{W}B}, де  {\displaystyle \theta _{W}} — кут Вайнберга.
Безмасовий нейтральний бозон:
{\displaystyle A=\sin \theta _{W}W_{3}+\cos \theta _{W}B}, цей бозон є фотоном.
Масивні заряджені бозони:
{\displaystyle W^{\pm }={\frac {1}{\sqrt {2}}}\left(W_{1}\mp iW_{2}\right)}.
На відміну від взаємодії Фермі, електрослабка взаємодія допускає процедуру перенормування, а тому для обчислення амплітуд полів у слабкій взаємодії можна використовувати теорію збурень. 
Багато теорій передбачають, що електрослабка взаємодія при ще більших енергіях об'єднується з сильною. Теорії, що передбачають таку уніфікацію називаються теоріями великого об'єднання. Проте пряма експериментальна перевірка єдиної теорії електрослабкої і сильної ядерної взаємодії потребує збільшення енергії прискорювачів у сто мільярдів разів, тому наразі можлива лише завдяки через пошуки тонких ефектів, що проявлялися б на менших енергіях.

## Слабкий заряд
Здатність частинки до слабкої взаємодії описується квантовим числом, що називається слабкий ізоспін. Частинки, що беруть участь у слабкій взаємодії мають наступні значення слабкого ізоспіну:
- +1/2 для усіх типів нейтрино, u, c і t-кварка.
- -1/2 для електрону, мюону, тау-частинки, а також d, s і b-кварка

Ці значення відповідають частинкам з лівою спіральністю. Ферміони з правою спіральністю мають нульовий ізоспін, так само як і антиферміони з лівою. Антиферміони з правою спіральністю мають протилежні значення ізоспіну.
W-бозони також мають слабкий  ізоспін: +1 для W+-бозону і -1 для W--бозону. Ізоспін Z0-бозону — нульовий.
Слабкий ізоспін зберігається в реакціях між елементарними частинками. Це означає, що сумарний слабкий ізоспін усіх частинок, які беруть участь в реакції, залишається незмінним, хоча типи частинок можуть при цьому мінятися.

## Слабкі струми
Слабким струмом називають процес обміну проміжними векторними W- і Z-бозонами. Обмін віртуальними W-бозонами називають зарядженим струмом, обмін Z-бозонами - нейтральним струмом. 

### Заряджений слабкий струм
Заряджений слабкий струм відбувається як обмін зарядженими W-бозонами. У таких реакціях, заряди частинок, що беруть участь у взаємодії, змінюється на одиницю.
Вершини діаграм Фейнмана, що описують можливі процеси за участю калібрувальних W-бозонів можна розділити на такі типи: 
1. лептон може випромінити або поглинути W-бозон, і перетворитися в нейтрино;
2. кварк може випромінити або поглинути W-бозон, і змінити свій аромат, перетворившись у суперпозицію інших кварків
3. W-бозон може розпастися на лептон і антинейтрино відповідного покоління, або ж на пару кварків.
4. Пара кварків або лептон і відповідне антинейтрино можуть, зіткнувшись, утворить W-бозон

Найвідомішим прикладом такої реакції є бета-розпад, {\displaystyle n\rightarrow p+e^{-}+{\bar {\nu }}_{e}}.

### Нейтральний слабкий струм
Нейтральний слабкий струм відбувається як обмін нейтральними Z-бозонами. У таких реакціях, частинки не змінюють свої заряди і аромати. Прикладом такої реакції є пружне розсіяння нейтрино на протоні, p + ν → p + ν.  
Усі реакції такого типу можуть бути описані як:
1. Поглинання або випромінення кварком або лептоном Z-бозону.
2. Утворення Z-бозону при зіткненні частинки зі своєю античастинкою
3. Розпад Z-бозону на пару електрон-позитрон, мюон-антимюон, тау-антитау, пару нейтрино або пару кварків.

Останній процес є важливим для вирішення питання про кількість поколінь частинок. Якби існувало четверте покоління, то воно проявилося б при розпаді Z-бозону.
Нейтральні струми, на відміну від заряджених, не призводять до розпаду частинок, що беруть у них участь, а тому можуть бути зафіксовані як більш звичні силові поля. Наприклад, така взаємодія існує між кварками ядра і електронами у атомах. При цьому, за модулем вона в 107 менша, ніж електромагнітна взаємодія між цими частинками.
Іншим прикладом процесу, в якому беруть участь Z-бозони є пружне розсіяння нейтрино на електроні або іншій частинці.

## Закони збереження і слабка взаємодія

### Закони збереження, що порушуються
Особливістю слабкої взаємодії є те, що багато величин, що зберігаються під час всіх інших взаємодій, не зберігаються під час слабкої. До таких величин належать:

#### Аромат кварків

Шляхи розпаду і ймовірності для різних каналів

Під час розпаду частинок, викликаному слабкою взаємодією, більш важкі кварки перетворюються на більш легкі. При цьому, кварки з групи (u, c, t) перетворюються на кварки з групи (d, s, b), і навпаки. Імовірності цих перетворень описуються СКМ-матрицею. Ця залежність виражається наступним чином:
{\displaystyle {\begin{bmatrix}u\\c\\t\end{bmatrix}}={\begin{bmatrix}V_{ud}&V_{us}&V_{ub}\\V_{cd}&V_{cs}&V_{cb}\\V_{td}&V_{ts}&V_{tb}\end{bmatrix}}{\begin{bmatrix}d\\s\\b\end{bmatrix}}.}
На 2022 рік емпірично виміряні коефіцієнти цієї матриці дорівнюють:
{\displaystyle {\begin{bmatrix}|V_{ud}|&|V_{us}|&|V_{ub}|\\|V_{cd}|&|V_{cs}|&|V_{cb}|\\|V_{td}|&|V_{ts}|&|V_{tb}|\end{bmatrix}}={\begin{bmatrix}0.97435\pm 0.00016&0.22500\pm 0.00067&0.00369\pm 0.00011\\0.22486\pm 0.00067&0.97349\pm 0.00016&0.04182_{-0.00074}^{+0.00085}\\0.00857_{-0.00018}^{+0.00020}&0.04110_{-0.00072}^{+0.00083}&0.999118_{-0.000036}^{+0.000031}\end{bmatrix}}.}

#### Парність
Особливістю слабкої взаємодії є те, що вона порушує парність, оскільки здатність до слабкої взаємодії через заряджені струми мають тільки ферміони з лівою хіральністю і античастинки ферміонів із правою хіральністю. Незбереження парності в слабкій взаємодії відкрили Янг Чженьнін та Лі Цзундао, за що отримали Нобелівську премію з фізики за 1957 рік.
Причину незбереження парності вбачають у спонтанному порушенні симетрії. У рамках Стандартної моделі за порушення симетрії відповідає бозон Хіггса.

#### СР-інваріантність
При слабкій взаємодії порушується також CP симетрія. Це порушення було виявлено експериментально в 1964 році в експериментах із каонами. Автори відкриття Джеймс Кронін та Вал Фітч нагороджені Нобелівською премією за 1980. Незбереження CP-симетрії відбувається набагато рідше, ніж порушення парності. Воно означає також, оскільки збереження CPT-симетрія опирається на фундаментальні фізичні принципи - перетворення Лоренца та близькодію, можливість порушення T-симетрії, тобто неінваріантність фізичних процесів щодо зміни напрямку часу.

#### Ізотопічний спін
Ізотопічний спін, число, що виражає симетрію деяких частинок відносно сильної взаємодії, і не змінюється у реакціях сильної взаємодії, не зберігається під час слабкої взаємодії.

### Величини, що зберігаються
Такі закони збереження, як закон збереження заряду, баріонного та лептонного числа, а також комбінованої CPT-симетрії не порушуються під час реакцій слабкої взаємодії.

## Реакції та їх значення
Незважаючи на малу величину і короткодію, слабка взаємодія виконує дуже важливу роль в природі.

### Радіоактивність
Бета-розпад, один з шляхів радіоактивного розпаду, відбувається за рахунок перетворення одного з d-кварків одного з нейтронів в u-кварк, у зв'язку з чим нейтрон перетворюється на протон. Бета-розпад має багато застосувань: у медицині, для радіоізотопного датування та інші. Існує кілька типів бета-розпаду: β-, β+ і захоплення електрону.

### Зоряний нуклеосинтез
Цикл реакцій, завдяки яким з ядер гідрогену утворюються ядра гелію (протон-протонний ланцюжок) починається з реакції утворення дейтрону з двох протонів, з утворенням позитрону і нейтрино, що є по суті β+ розпадом. Без слабкої взаємодії ця реакція не змогла б йти, тому зірки, маса яких є меншою за 1,2 сонячних мас не могли б підтримувати термоядерні реакції, а кількість елементів, важчих за гелій, у Всесвіті, була б значно нижчою.

### Нейтринне охолодження
Процеси слабкої взаємодії важливі для еволюції зірок, оскільки вони зумовлюють втрати енергії дуже гарячих зір у вибухах наднових з утворенням пульсарів, і т.д. Під час цих реакцій утворюється велика кількість нейтрино, що без перешкод виходять з ядер зірок, виносячи з собою енергію. Швидкість нейтринного охолодження значно вища ніж швидкість фотонного охолодження, через те, що нейтрино випромінюються усім об'ємом ядра, тоді як фотони можуть проходити лише через його поверхню. 

### Розпад важких частинок
Практично всі атоми Всесвіту складаються з частинок першого покоління — електронів, u-кварків і d-кварків. Пі-мезони, завдяки яким нуклони тримаються разом також складаються з кварків першого покоління. Проте, якби не було слабкої взаємодії в природі були б стабільні і широко поширені в звичайній речовині мюони, гіперонии та інші частинки, що зробило б світ кардинально іншим ніж той, який ми бачимо. Настільки важлива роль слабкої взаємодії пов'язана з тим, що вона не підкоряється низці заборон, характерних для сильної і електромагнітної взаємодій. Зокрема, слабка взаємодія перетворює заряджені лептони в інші заряджені лептони, а кварки одного аромату - в кварки іншого, виділяючи при цьому лептони.

### Мезонні осциляції

Діаграма осциляцій K-мезону

У 1987 році під час експериментів у Фермілабі було встановлено, що B-мезони і їх античастинки можуть спонтанно перетворюватися один на одного. Це явище може бути причиною асиметрії матерії і антиматерії у Всесвіті. Подібні осциляції характерні також для каонів і D-мезонів.
Процеси осциляції відбуваються за рахунок подвійного процесу: одночасного обміну W+ і W- бозонами між його кварками, в результаті чого кожен з кварків перетворюється на свого антипартнера. При цьому загальний заряд і баріонне число частинки лишаються нульовими, а маса не змінюється.